# Stefanowy Potok
Stefanowy Potok (słow. Štefanka) – potok, prawy dopływ Jaworowego Potoku w słowackich Tatrach Bielskich. Spływa dnem Stefanowej Doliny z południowo-zachodnich stoków grani głównej Tatr Bielskich. 
Potok zbiera wodę z grani na odcinku od Skrajnej Murańskiej Czubki po Niżni Hawrani Zwornik, stale ma wodę jednak tylko w dolnej, porośniętej lasem części doliny. Wyżej woda wsiąka w wapienne, porowate podłoże Tatr Bielskich, żlebami spływając tylko po większych opadach i podczas silnych roztopów. Uchodzi do Jaworowego Potoku na wysokości 1100 m, tuż po południowej stronie Polany pod Muraniem (Gałajdówki).  Przekracza go niebiesko znakowany szlak turystyczny wiodący Doliną Zadnich Koperszadów.